# Прапор Баришівського району
Пра́пор Ба́ришівського райо́ну являє собою полотно переділене діагонально срібною хвилею з ліва на право уверх:
верхнє поле — блакитне,
нижнє — зелене.